# Pendragon (groupe)
Pour les articles homonymes, voir Pendragon.
Pendragon est un groupe de rock néo-progressif britannique, originaire de Stroud, Gloucestershire, en Angleterre. Il est formé en 1978 par le guitariste Nick Barrett, originellement sous le nom de Zeus Pendragon. Ils abandonnent rapidement le préfixe Zeus quand ils commencent à enregistrer.

## Biographie

### Formation et débuts
En 1978, dans la ville de Stroud, Gloucestershire, quatre garçons décident de former le groupe Zeus Pendragon. Ce groupe est composé de Nick Barrett (guitare, chant), Julian Baker (guitare, chant), Nigel Harris (batterie) et Stan Cox (basse). Lors de leurs premiers concerts, ils font des reprises de rock classique de Jimi Hendrix, Led Zeppelin, Fleetwood Mac et Santana. À ce moment-là, semblerait-il, Nick Barrett a quitté l'école en brûlant ses cours de mathématiques. Rapidement, Julian Baker propose de supprimer « Zeus » du nom du groupe, arguant que c'est trop long pour figurer sur un t-shirt. Ils sont rapidement aidés par un promoteur / producteur local, Greg Lines, déjà à l'origine de la promotion de U2 dans la région.
Rapidement, Stan quitte le groupe et est remplacé à la basse par Robert Dalby. Puis Nick débauche John « Barney » Barnfield pour avoir un spécialiste des claviers et donner un style plus progressif à sa musique. Barrett et Barney commencent à composer des morceaux où les claviers ont un rôle prépondérant (Excalibur, O'divineo). Puis Julian et Robert quittent le groupe et Peter Gee est recruté. C'est cette formation qui marque les débuts d'un groupe stable.

### Popularisation
En 1982, le groupe fait la connaissance de Marillion, déjà un peu plus connu et en particulier sympathise avec Mick Pointer le batteur. qui leur propose de les accompagner et les soutenir au Marquee, club de Londres. C'est un tremplin fabuleux pour le groupe qui joue enfin dans des conditions optimales et commence à susciter l'intérêt de nombreux fans. En 1983, ils jouent devant 30 000 personnes au festival de Reading,. Ils enregistrent une session live sur la BBC pour Tommy Vance et celui-ci est impressionné en particulier par leur morceau Le Chevalier noir. C'est à cette période que des décisions importantes sur l'avenir du groupe doivent être prises. Le groupe n'a toujours pas de contrat d'enregistrement et Barney décide de ne pas continuer l'aventure craignant de devoir quitter son emploi de jour. Il reconnaît toutefois que cette période avec le groupe a été le plus beau moment de sa vie.
C'est à ce moment-là que Rick Carter rejoint le groupe aux claviers et qu'ils enregistrent un mini-album, Fly High Fall Far, et un peu plus tard les prémices de leur premier album, The Jewel. Leur tournée en Europe avec Marillion continue, mais l'attente pour la signature d'un contrat d'enregistrement est de plus en plus dure à supporter. La fatigue aidant, Nigel quitte le groupe et est remplacé un moment par Matt Anderson, un ami de Rick. Les deux quitteront le groupe à la suite. Nick, Peter et Greg ne tarissent pas d'efforts pour tenter de signer un contrat avec un label et font des aller-retours réguliers à Londres. C'est à ce moment-là que Nick revoit Clive Nolan, un ami d'enfance qui joue des claviers et à qui il n'avait jamais auparavant demandé de se joindre au groupe. C'est à l'occasion d'une soirée à Londres que Clive Nolan s'est joint au groupe pour ne plus jamais le quitter. The Masquerade Overture reste à ce jour leur album qui s'est le plus vendu dans le monde (plus de 60 000 exemplaires,, dont 3 500 en France).
Un contrat avec EMI est enfin signé et malgré quelques difficultés aboutit à la production de l'album Kowtow. Cependant, Nick est toujours à la recherche d'un moyen d'affirmer l'identité visuelle du groupe, et tombe un peu par hasard sur le designer Simon Williams qui sera à l'origine du look des pochettes et du symbole du groupe. En 1991, leur propre Toff Records est enfin lancé à pleine vitesse, après un partenariat non-concluant avec le label français MSI. Le groupe peut désormais se concentrer sur la création musicale et enregistre The World, troisième album, mais premier du groupe avec leur style personnel définitif.

### Succès et nouveaux albums
The World (1991), bien qu'étant certainement le disque le moins « commercial » du groupe fait rapidement un tabac et de nombreux fans rejoignent le groupe. The Windows of Life (1993) enfonce le clou et Pendragon est enfin lancé dans le monde du rock progressif au même titre que Marillion ou IQ. The Masquerade ouverture, sorti en 1996 se vendra à plus de 60 000 exemplaires et terminera de donner au groupe sa notoriété dans le milieu du rock néo-progressif.

Toff Records n'est plus une petite entreprise et Karl Groom, l'ingénieur du son fait un travail digne des majors. Malheureusement, c'est là que Nick doit affronter des soucis personnels qui vont perturber durablement son travail de compositeur. Son divorce long et douloureux est en partie responsable des cinq années avant l'album suivant Not of this World. Suivra Believe en 2005.

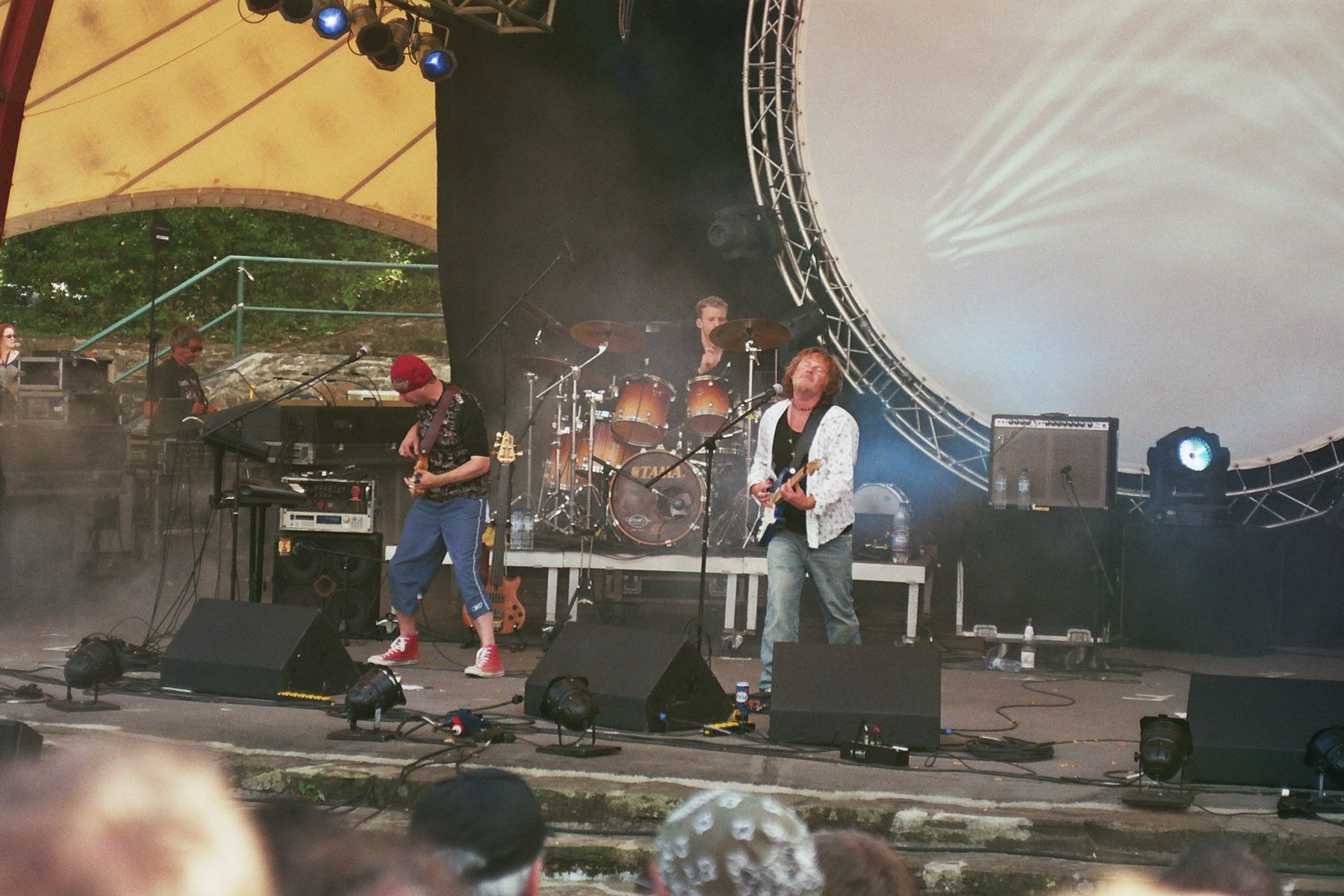
Pendragon le 22 juillet 2007 au festival Night of the Prog

En 2006, le groupe sort l'album Past and Presence qui est composé d'un DVD et de deux CD. Cet album concert est là pour fêter les 21 ans du concert de leur premier album The Jewel. L'album est enregistré le 31 octobre 2006, en Pologne, et pour l'occasion de cet anniversaire, le groupe composé de Barrett, Nolan, Gee et Crabtree est rejoint sur scène par Julian Baker (saxophone, guitare, tambourin, chœurs), John Barnfield (claviers) et Rick Carter (claviers et chœurs) sur différents morceaux. Leur album studio Believe intègre de nouveaux éléments et est une réussite. 
La sortie de leur album studio Pure à l'automne 2008, coïncide avec une tournée européenne.

### Années 2010

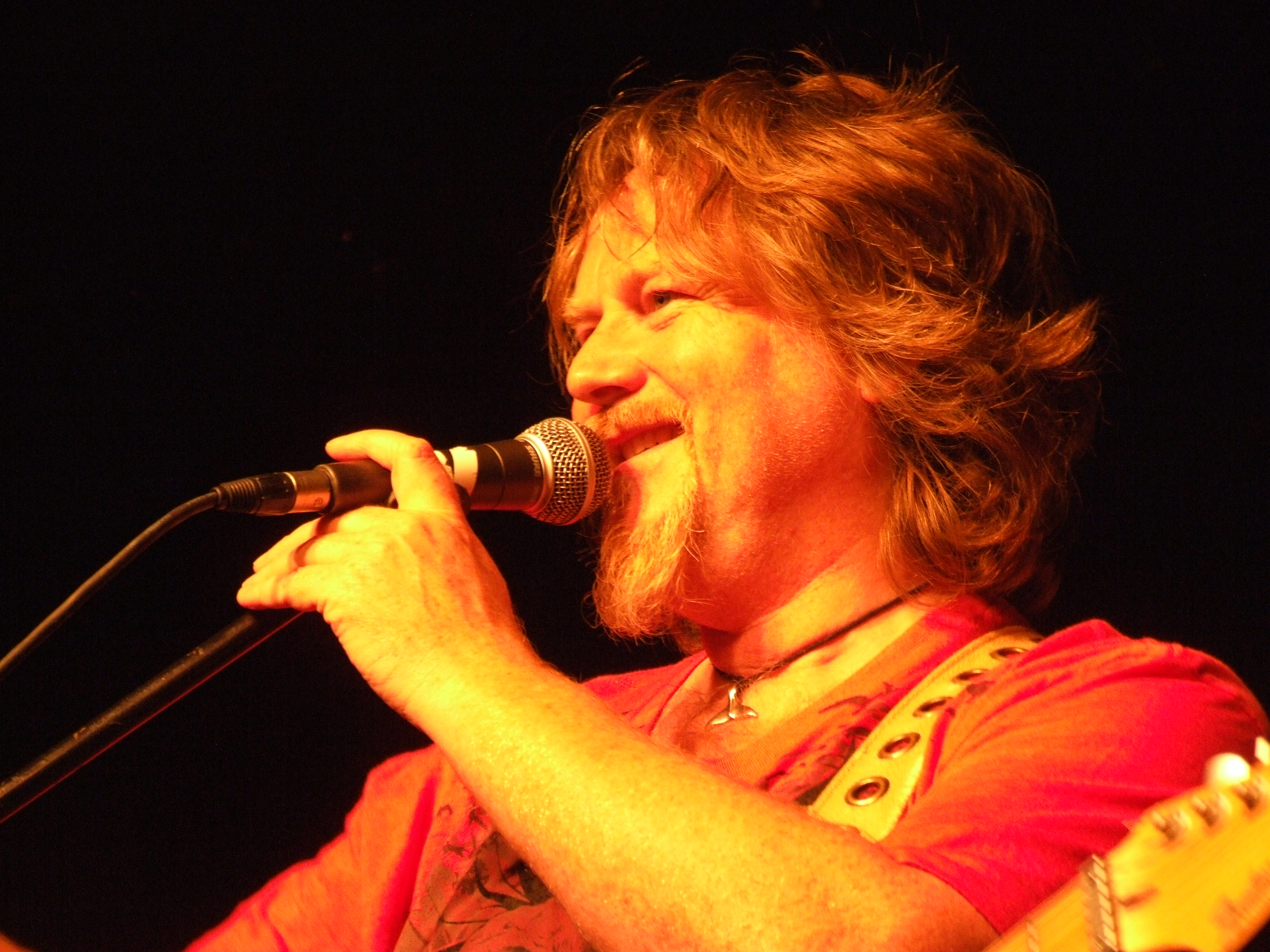
Nick Barrett, guitare, chant, 2010, Aschaffenbourg, Colos-Saal.

Puis en 2011, sort l'album Passion et en octobre 2014, l'album Men Who Climb Mountains. 
Toujours actif, Pendragon est encore un des groupes phare du mouvement néo-progressif (nouvel éveil du rock progressif au début des années 1980 après la disparition quasi complète de ce genre musical, emporté par de la musique plus commerciale et le punk de la fin des années 1970) dont il est reconnu comme un des fondateurs aux côtés de Marillion.
Il est à noter que le groupe tourne régulièrement en France (à Paris : Le Divan du Monde en 2011 et 2014 par exemple), quand avant l'ouverture des portes des salles de concert Clive Nolan vient saluer le public, et de plus, étant proche de son public, le groupe vient voir le public après les concerts pour dédicacer albums, affiches, billet.

## Membres

### Membres actuels
- Nick Barrett - guitare, chant (depuis 1978)
- Peter Gee - basse (depuis 1978)
- Clive Nolan - claviers (depuis 1986)
- Jan Vincent Velazco - batterie (depuis 2015)

### Anciens membres
- John Barnfield - claviers (1978–1984)
- Alan Gyorffy - batterie (1978)
- Nigel Harris - batterie (1978-1984)
- Rick Carter - claviers (1984–1986)
- Fudge Smith - batterie (1986-2006)
- Joe Crabtree - batterie (2006-2007)
- Scott Higham - batterie (2008-2014)
- Craig Blundell - batterie (2014-2015)

## Discographie
- 1984 : Fly High, Fall Far (EP)
- 1985 : The Jewel (album réédité en 2005)
- 1986 : 9:15 Live
- 1988 : Kowtow
- 1991 : The World
- 1991 : The R(B)est of Pendragon(compilation)
- 1993 : The Window of Life (album réédité en 2006 (inclus EP Fallen Dreams And Angels)
- 1993 : The Very, Very Bootleg: Live in Lille
- 1994 : Fallen Dreams and Angels (EP)
- 1995 : Utrecht...The Final Frontier (live)
- 1996 : The Masquerade Overture (album réédité en 2007 (inclus EP As Good As Gold)
- 1996 : As Good as Gold (EP)
- 1997 : Live in Krakow
- 1998 : Overture 1984 - 1996 (compilation)
- 1999 : Once Upon a Time in England Volume 1 (rares)
- 1999 : Once Upon a Time in England Volume 2  (rares)
- 2001 : The History: 1984-2000  (compilation)
- 2001 :  Not of This World
- 2002 : Acoustically Challenged (live unplugged)
- 2002 : Liveosity (CD Acoustically Challenged + DVD Live at Last...and More)
- 2005 : Believe[9]
- 2007 : Past and Presence (live : 21st anniversary of the Jewel concert. 2CD + 1 DVD)
- 2008 : Pure[10]
- 2009 : Concerto maximo (live)[11]
- 2011 : Passion'
- 2013 : Out of Order Comes Chaos
- 2014 : Men Who Climb Mountains
- 2017 : Masquerade 20 (double album live pour célébrer les 20 ans de The Masquerade Overture)
- 2020 : Love over Fear
- 2023 : North Star

## Vidéographie
- Live at Last... and More (2002)
- A Rush of Adrenaline (2006)
- And Now Everybody to the Stage (2006)
- Past and Presence (2007) (live : 21st Anniversary of the Jewel Concert. 2CD + 1 DVD)
- Out of Order Comes Chaos (2012)